# Adlington
Adlington – gmina i miasto (civil parish) w północno-zachodniej Anglii w hrabstwie Lancashire, dystrykt Chorley, ok. 5,3 tys. mieszkańców (2001).
Do lat 60. XX wieku ośrodek przemysłu tekstylnego i górnictwa.